# Conflito armado em Honduras em 1907
O conflito armado em Honduras de 1907 foi uma situação de guerra entre as forças governamentais conservadoras e os rebeldes de ideologia liberal, apoiados pela Nicarágua. O presidente constitucional, General Manuel Bonilla, foi deposto do poder por uma força militar de cerca de três mil homens liderados por liberais que receberam apoio logístico, financeiro e militar do presidente da Nicarágua José Santos Zelaya.
A razão para o conflito com a Nicarágua foi a passagem da fronteira pelo exército hondurenho durante uma perseguição aos rebeldes na região. O presidente da Nicarágua José Santos Zelaya solicitou de Honduras o pagamento de uma indenização por violação do território. Após a rejeição das demandas do presidente de Honduras, tropas nicaraguenses entraram no território do seu vizinho. 
O governo de Bonilla tentou resistir à invasão auxiliado por um contingente de tropas de El Salvador, mas em março de 1907 foi derrotado na Batalha de Namasigüe onde metralhadoras foram introduzidas pela primeira vez nas guerras da América Central. A capital hondurenha, Tegucigalpa, foi conquistada e Zelaya estabeleceria um novo governo em Honduras.